# ريكس أرميستيد
ريكس أرميستيد (بالإنجليزية: Rex Armistead) هو متحر أمريكي، ولد في 23 فبراير 1930 في لولا في الولايات المتحدة، وتوفي في 24 ديسمبر 2013 في بلو سبرينغز في الولايات المتحدة.